# Megasoma typhon prandii
Megasoma typhon prandii es una subespecie de escarabajo rinoceronte del género Megasoma, tribu Dynastini, familia Scarabaeidae. Fue descrita científicamente por Milani en 2008.

## Descripción
Puede medir los 100 milímetros de longitud.

## Distribución
Se distribuye por Brasil.